# Руус, Неэме
Не́эме Ру́ус (эст. Neeme Ruus; 11 декабря 1911 Опарино, Вологодская губерния, Российская империя — 2 июня 1942 Таллин, оккупированная нацистской Германией Эстония) — эстонский политик, советский партийный и государственный деятель.

## Биография
Родился в Вологодской губернии России в эстонской семье, сын сапожника. В 1920-х годах семья оптировалась в независимую Эстонию.
Окончил гимназию в Пярну, после чего около года преподавал язык эсперанто в Швеции. Благодаря скандинавским стипендиям ездил усовершенствоваться в Норвегию, Данию, Бельгию и Францию. Долгое время пребывал в качестве стипендиата в Швейцарии.
В 1933 году работал консультантом Эстонского образовательного союза, с 1936 года — заместитель директора Таллинского народного университета. Работал в профсоюзе конторских служащих, в Обществе Таллинского народного университета, в палате служащих предприятий, в пенсионной кассе деятелей культуры, в Обществе эсперантистов «Эсперо» и в Спортивном обществе «Рюннак» (эст. "Rünnak").
Избирался депутатом Государственной думы Эстонии 1-го созыва (1938) и Таллинской городской думы.

## Участие в событиях 1940 года
Левый социалист, Руус в 1940 году примкнул к коммунистам.
Принимал активное участие в событиях 1940 года в Эстонии, связанных с присоединением государства к СССР и именуемых эстонскими историками «Июньским переворотом».

20 июня 1940 года выступил с речью в таллинском спортзале для рабочих (эст. Tallinna töölisvõimla), где присутствовало от 800 до 1000 трудящихся. Собрание приняло резолюцию:
Требуем решительного искоренения всех враждебных Советскому Союзу элементов, особенно роспуска Кайтселита (эст. Kaitseliit), так как там особенно распространены антисоветские настроения, чистки госаппарата от пособников военных провокаторов и устранения всех враждебных выполнению договора о взаимопомощи между Эстонией и СССР обстоятельств.
 Был одним из организаторов выступлений рабочих в Тарту, на которых выступал с речами.
В период с 21 июня по 25 августа 1940 года Руус занимал пост министра социальных дел Эстонии в правительстве Й. Вареса

Бывший заместитель Рууса на посту министра социальных дел Лембит Лююс, выступая 7 декабря 1989 года в телепередаче ЭТВ «Депутаты Государственной думы свидетельствуют», рассказал об оценке его начальником ситуации в Эстонии в июне 1940 года:
«Это было за два дня до выборов. Неэме Руус сказал мне, что в Эстонии не удастся установить народно-демократический строй по примеру Монголии. Он сказал, что нам следует войти в состав Советского Союза. Я спросил: „Как же это так вдруг? Ведь были выборы, была и избирательная платформа“. Он ответил, что ничего нельзя сделать, таково требование Жданова (эмиссар Сталина в Эстонии в июне 1940 г.), и мы не имеем возможности противостоять этому. Одно из двух: либо мы будем согласны, либо нам здесь придется очень плохо. Ситуация чрезвычайно усугубляется. Другого выхода сейчас нет. Позже я слышал, что перед заседанием Государственной думы её члены были вызваны в ЦК, и там им разъяснили, что следует голосовать за установление советского строя и вступление в СССР».
Был избран в Государственную думу 2-го созыва на безальтернативных выборах, проведённых 14-15 июля 1940 года по требованию руководства СССР.
Вместе с другими членами правительства Й. Вареса в июле 1940 года вступил в Коммунистическую партию Эстонии и ВКП(б). Был назначен секретарём по пропаганде и агитации ЦК КПЭ. С февраля 1941 года — заместитель председателя Совета народных комиссаров Эстонской ССР.
Летом 1941 года оставлен в оккупированной немцами Эстонии руководить подпольем, работал на одном из хуторов деревни Хирвли, был выдан гестапо своим непосредственным начальником, первым секретарём ЦК КП(б) Карлом Сяре, и казнён 2 июня 1942 года.

## Семья
Был женат на актрисе Линде-Карин Руус (эст. Linda Karin Ruus; урождённая Арукюлль (эст. Aruküll)), в браке с которой родилась дочь Ингрид, в замужестве Ингрид Рюйтель. Ингрид Рюйтель — известная фольклористка и жена бывшего президента Эстонии Арнольда Рюйтеля.

## Источник
- Исторические лица Эстонии. БИОГРАФИЧЕСКИЙ УКАЗАТЕЛЬ // Интернет-проект «Хронос»